# Han Seung-woo
Đây là một tên người Triều Tiên, họ là Han.
Han Seung-woo (tiếng Hàn Quốc: 한승우   , sinh ngày 24 tháng 12 năm 1994), hay còn được gọi là Seungwoo, là nam ca sĩ, nhạc sĩ, rapper, vũ công và diễn viên người Hàn Quốc. Anh ra mắt công chúng vào năm 2016 với tư cách trưởng nhóm nhạc Hàn Quốc Victon. Năm 2019, anh xếp hạng ba tại chương trình truyền hình thực tế Produce X 101 và trở thành thành viên của nhóm nhạc X1. Anh ra mắt với tư cách nghệ sĩ solo vào tháng 8 năm 2020 với EP Fame.

## Sự nghiệp

### Thời nhỏ
Han sinh ngày 24 tháng 12 năm 1994 tại Busan, Hàn Quốc. Anh là con út trong một gia đình có ba người con, với hai chị gái, chị cả là ca sĩ kiêm diễn viên Han Sun-hwa. Năm 2010, anh lần đầu xuất hiện trước công chúng khi đến thăm chị gái tại chương trình Invincible Youth. Anh là một vận động viên khi còn đi học trung học và chưa từng nghĩ đến việc gia nhập ngành công nghiệp giải trí cho đến khi bị chấn thương. Bất chấp sự phản đối của cha mình, anh đã tham gia buổi thử giọng tại công tay A Cube Entertainment (nay là IST Entertainment) và chuyển đến Seoul vào năm 2014 sau khi hoàn thành chương trình trung học. Anh cùng các thành viên khác Victon là Heo Chan, Kang Seung-sik và Choi Byung-chan là một trong những nam thực tập sinh sớm nhất của công ty.

### 2016 – nay: Ra mắt với Victon
Han đã được công bố là thành viên của nhóm nhạc nam mới với tên gọi ban đầu "Plan A Boys" của công ty giải trí Plan A. Anh cùng các thành viên đã tham gia vào chương trình thực tế trước khi ra mắt Me and 7 Men được phát trực tuyến trên Youtube. Vào tháng 11 năm 2016, Han chính thức ra mắt công chúng với vai trò trưởng nhóm của nhóm nhạc nam Victon. Anh đã tham gia viết lời cho ba ca khúc trong EP đầu tay của nhóm là Voice to New World, bao gồm cả đĩa đơn chủ đề "What Time is it Now?".

### 2019 – nay:Produce X 101, X1, ra mắt solo
Năm 2019, Han tham gia chương trình Produce X 101 và đứng ở vị trí thứ ba với 1.079.200 phiếu bầu, ra mắt trong nhóm dự án X1. Hợp đồng của X1 ban đầu có thời hạn 5 năm, nhưng Han đã quay lại quảng bá với Victon sau khi X1 tan rã vào tháng 1 năm 2020 do một cuộc tranh cãi về thao túng phiếu bầu.
Vào tháng 2 năm 2019, Han tổ chức một buổi họp mặt người hâm mộ cá nhân và trở lại quảng bá với Victon cho EP Continuous. Từ ngày 14 tháng 4, anh cùng Kang Seung-sik đồng dẫn chương trình radio Blanket Kick (이불 킥) được phát sóng trên ứng dụng Naver Now vào các đêm thứ ba. Vào ngày 13 tháng 7 năm 2021 anh dẫn tập cuối và thông báo thành viên của Victon, Heo Chan sẽ thay thế anh là người đồng dẫn chương trình.
Vào ngày 10 tháng 8 năm 2020, Han chính thức ra mắt với danh nghĩa ca sĩ solo cùng EP Fame. Trong EP này, Han đã viết lời cho đĩa đơn chủ đề "Sacrifice". EP đạt vị trí thứ hai trên bảng xếp hạng album hàng tuần Gaon  cùng với doanh số bán đĩa vượt hơn 30.000 bản sau ngày đầu tiên.
Vào tháng 9 năm 2020, anh tham gia chương trình truyền hình King of Mask Singer, với tên gọi "Blue Flag" và lọt vào vòng hai.
Vào tháng 3 năm 2021, Han tham gia diễn xuất trong phim truyền hình trực tuyến Love #Hashtag.
Trước khi nhập ngũ, Han phát hành EP thứ hai Fade vào ngày 28 tháng 6, đĩa đơn chủ đề của EP này là "See You Again".

## Đời tư
Vào tháng 6 năm 2021, Han thông báo anh sẽ nhập ngũ để thực hiện nghĩa vụ quân sự bắt buộc vào tháng 7. Anh sẽ giải ngũ vào ngày 27 tháng 1 năm 2023.

## Danh sách đĩa nhạc

### EP
| Tựa đề | Thông tin album                                                                                   | Xếp hạng cao nhất | Doanh số     |
| Tựa đề | Thông tin album                                                                                   | HQ                | Doanh số     |
| ------ | ------------------------------------------------------------------------------------------------- | ----------------- | ------------ |
| Fame   | - Phát hành: 10 tháng 8 năm 2020 - Nhãn đĩa: Play M Entertainment - Định dạng: CD, tải trực tuyến | 2                 | - HQ: 86.063 |
| Fade   | - Phát hành: 28 tháng 6 năm 2021 - Nhãn đĩa Play M Entertainment - Định dạng: CD, tải trực tuyến  | 5                 | - HQ: 70.978 |

### Đĩa đơn

#### Ca sĩ solo
| "Sacrifice"                                                                 | 2020 | 97 | Fame |
| "See You Again" (다시 만나)                                                 | 2021 | 79 | Fade |
| "—" nghĩa là không được xếp hạng hoặc không được phát hành tại quốc gia đó. |      |    |      |

#### Nhạc phim
| "If We Can't See From Tomorrow" (내일부터 우리가 못본다면)                  | 2020 | 195 | Nhạc phim Hyena phần 10                |
| "Please"                                                                    | 2021 | —   | Nhạc phim Bàn tiệc của phù thủy phần 4 |
| "—" nghĩa là không được xếp hạng hoặc không được phát hành tại quốc gia đó. |      |     |                                        |

## Bản quyền sáng tác
Han có 28 bài hát đã đăng ký bản quyền với Hiệp hội Bản quyền Âm nhạc Hàn Quốc (KOMCA). Tất cả các bài hát được đăng ký đều chịu sự sự quản lý của KOMCA, trừ khi có quy định khác.
| Năm  | Bài hát                          | Album                     | Nghệ sĩ       | Hợp tác với | Ghi chú                   |
| ---- | -------------------------------- | ------------------------- | ------------- | --- | ------------------------- |
| 2016 | "What Time Is It Now?"           | Voice to New World        | Victon        | Victon, BeomxNang | Đồng sáng tác             |
| 2016 | "The Chemistry"                  | Voice to New World        | Victon        | Do Han-se, Wiidope, Yoo Geun Ho | Đồng sáng tác             |
| 2016 | "I'm Fine"                       | Voice to New World        | Victon        | Do Han-se, BeomxNang | Đồng sáng tác             |
| 2017 | "Sunrise"                        | Ready                     | Victon        | Maxx Song, Do Han-se, An Seong-chan, Brunell Brandes Gabriel Erik Henrik                                                                                          | Đồng sáng tác             |
| 2017 | "So Bad.."                       | Ready                     | Victon        | Do Han-se, S2 Evolution, Monster No. | Đồng sáng tác             |
| 2017 | "Just Come"                      | Đĩa đơn không thuộc album | Victon        | Victon, BeomxNang | Đồng sáng tác và sản xuất |
| 2017 | "Flower"                         | Identity                  | Victon        | Bu Han-sol, Park Ju-seong, Do Han-se | Đồng sáng tác             |
| 2017 | "Unbelievable"                   | Identity                  | Victon        | Do Han-se, BeomxNang | Đồng sáng tác và sản xuất |
| 2017 | "Light"                          | Identity                  | Victon        | Kim Jwa-yeong, Do Han-se, Obros | Đồng sáng tác             |
| 2017 | "Stay With Me"                   | From. Victon              | Victon        | Do Han-se | Đồng sáng tác             |
| 2017 | "Have a Good Night" (Stage ver.) | From. Victon              | Victon        | Victon, Bu Han-sol, Park Ju-seong, Jang Hye-won, I Gil-beom | Đồng sáng tác             |
| 2017 | "Timeline"                       | From. Victon              | Victon        | Do Han-se, Song Seung-geun | Đồng sáng tác             |
| 2018 | "Time of Sorrow"                 | Time of Sorrow            | Victon        | HSND, Nano, Do Han-se | Đồng sáng tác             |
| 2020 | "Petal"                          | Continuous                | Victon        | Kang Seung-sik, Do Han-se, Byun Mu-hyeok | Đồng sáng tác và sản xuất |
| 2020 | "Nightmare"                      | Continuous                | Victon        | Jhun Ryan Sewon, Do Han-se, I Ji-won, JQ, Tan Tim | Đồng sáng tác             |
| 2020 | "White Night"                    | Continuous                | Victon        | Im Se-jun, Do Han-se, Bymore, Kiggen | Đồng sáng tác             |
| 2020 | "Mayday"                         | Mayday                    | Victon        | Jhun Ryan Sewon, O Yu-won, Maeng Ji-na, Do Han-se, Borgen Jesper, Philippon Francois Henri, Rycroft Peter John Rees, Mann Tom, Teigen Sebastian Kornelius Gautier | Đồng sáng tác             |
| 2020 | "Sacrifice"                      | Fame                      | Han Seung-woo | | Sáng tác                  |
| 2020 | "Fever"                          | Fame                      | Han Seung-woo | JinbyJin | Đồng sáng tác và sản xuất |
| 2020 | "Reply"                          | Fame                      | Han Seung-woo | Raudi | Sáng tác và đồng sản xuất |
| 2020 | "I Just Want Love"               | Fame                      | Han Seung-woo | | Sáng tác                  |
| 2020 | "Forest"                         | Fame                      | Han Seung-woo | Primeboi | Sáng tác và đồng sản xuất |
| 2020 | "Child"                          | Fame                      | Han Seung-woo | | Sáng tác                  |
| 2021 | "Circle"                         | Voice: The Future Is Now  | Victon        | Jeong Jin-woo, Do Han-se, No Ju-hwan | Đồng sáng tác             |
| 2021 | "Chess"                          | Voice: The Future Is Now  | Victon        | Sendo, Park Woo-hyeon, Jhun Ryan Sewon, Andrew Choi, Danke, Do Han-se                                                                                             | Đồng sáng tác             |
| 2021 | "Flip a Coin"                    | Voice: The Future Is Now  | Victon        | Do Han-se, Jin By Jin, Berg Tollbom Ellen Annie Beata, Carlebecker Moa Anna Maria                                                                                 | Đồng sáng tác             |
| 2021 | "All Day"                        | Voice: The Future Is Now  | Victon        | Do Han-se, Maxx Song | Đồng sáng tác và sản xuất |
| 2021 | "Carry On"                       | Voice: The Future Is Now  | Victon        | Victon, Jhun Ryan Sewon, Hicklin Richard Ashley, Dominic Lyttle, Dylan Fraser                                                                                     | Đồng sáng tác             |

## Danh sách phim

### Phim truyền hình trực tuyến
| Năm  | Tiêu đề       | Vai diễn  | Nguồn  |
| ---- | ------------- | --------- | ------ |
| 2021 | Love #Hashtag | Lee Siwoo | [ 35 ] |

### Chương trình truyền hình
| Năm  | Tiêu đề             | Kênh phát sóng | Ghi chú                   |
| ---- | ------------------- | -------------- | ------------------------- |
| 2019 | Produce X 101       | Mnet           | Thí sinh                  |
| 2020 | King of Mask Singer | MBC            | "Blue Flag" (tập 271–272) |